# Gina Lynn
Gina Lynn (Mayaguez, Puerto Rico, USA 1974. február 15. –) amerikai pornószínésznő.
Gina Lynn Puerto Ricóban született, majd  ötéves  korában családjával New Jerseybe költözött. 19 éves korában sztriptízbárban kezdett dolgozni Asbury Parknál. Később nudista képeket csináltak róla magazinoknak. Fotósok körében népszerű, mert félig olasz származású. A mainstream felnőtt filmezésben jelentékeny, mai napig kiemelkedő a teljesítménye. Eminem Superman című klipjében szerepelt. 2012 áprilisában a Penthouse magazinban a hónap kedvence lett.

## Válogatott filmográfia
| - 2011 Calvin's Dream (utómunka) Gina Lynn - 2012 Mancation Sienna - 2012 Super Cougar Gina Lynn (video) - 2011 Pornstars Punishment 4 (video) - 2011 Rap Sucks Gina - 2011/I The Reunion Dancer | - 2006 All by Myself (video) - 2006 Deeper 3 (video) - 2006 No Cocks Allowed! 2 (video) - 2006 Peek: Diary of a Voyeur (video) - 2005 Blu Dreams: Sweet Solos (video) - 2005 First Offense 14 (video) - 2005 Pussy Foot'n 13 (video) |

## Díjak
- 2005 AVN-díj
- 2008 F.A.M.E.-díj: Kedvenc segg
- 2010 AVN-díj